# لورینتسی
لورینتسی (به مجاری:  Lőrinci) یک منطقهٔ مسکونی در مجارستان است که در ناحیه هاتوان واقع شده‌است. لورینتسی ۳۳٫۲۹ کیلومتر مربع مساحت و ۵٬۵۵۷ نفر جمعیت دارد.

## خواهرخوانده
شهرهای ویزنتاید، سانتا ماریا دی لیکودیا و ازدونسکا وولا خواهرخوانده‌های لورینتسی هستند.